# Pianeta oceanico

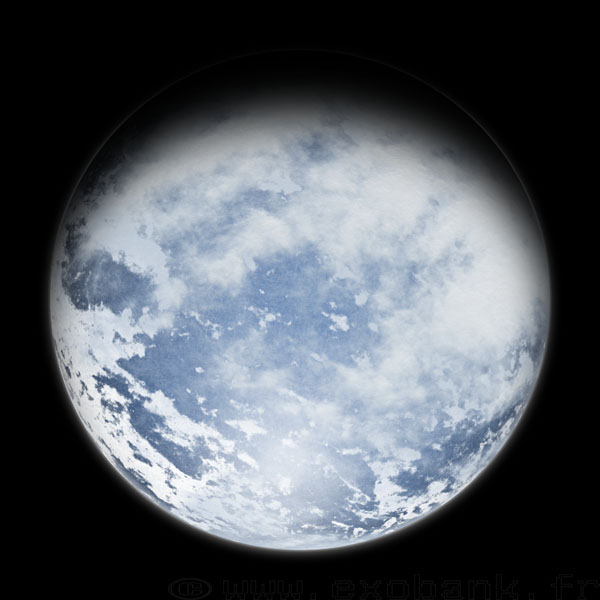
Illustrazione di un ipotetico pianeta oceanico.

Con pianeta oceanico si indica un ipotetico tipo di pianeti caratterizzati dall'avere la superficie completamente ricoperta da un oceano profondo centinaia di chilometri.
La loro esistenza è stata suggerita da David J. Stevenson del Caltech, da Alain Léger dell'Institut d'Astrophysique Spatiale dell'Università di Parigi-Sud e da Marc Kuchner dell'Harvard-Smithsonian Center for Astrophysics nel 2003. A Léger è attribuita inoltre la paternità del nome.

## Descrizione
Durante la formazione di un sistema planetario, la distanza dalla stella centrale è uno dei fattori principali che determinano la composizione dei corpi planetari. Nello specifico, quelli che si formano oltre il limite della neve del disco planetario hanno un elevato contenuto di sostanze volatili, tra cui acqua, ammoniaca e metano, pari circa al 50% del peso. Perché una super-Terra possa essere considerata un pianeta oceanico dovrebbe avere più del 10% della sua massa composta da acqua. Numerose simulazioni numeriche della dinamica dei sistemi planetari in formazione hanno mostrato che i pianeti possono lasciare le regioni in cui si sono formati e migrare, allontanandosi o avvicinandosi rispetto alla stella centrale. Esiste, dunque, la possibilità che un pianeta del sistema planetario esterno o una sua luna ghiacciata, oltrepassi il limite della neve giungendo in regioni del sistema in cui l'acqua possa mantenersi allo stato liquido. Quando ciò accade, considerando l'alto contenuto di acqua di simili corpi, sul pianeta si forma un vasto oceano che può raggiungere centinaia di chilometri di profondità.
Le immense pressioni che si registrano nelle regioni più profonde dell'oceano conducono alla formazione di un mantello di ghiaccio, cristallizzato in forme esotiche (VII, X e XI), tipicamente non presenti sulla Terra. Al di sotto di tale strato sarebbe probabilmente presente un mantello ricco di silicati e un nucleo di ferro, come per l'interno della Terra. Se il pianeta fosse sufficientemente vicino alla stella centrale, potrebbe essere raggiunta la temperatura di ebollizione dell'acqua e quest'ultima potrebbe raggiungere lo stato supercritico, condizione che condurrebbe all'assenza di una superficie ben definita. Viceversa, se la temperatura superficiale fosse inferiore al punto di congelamento dell'acqua, l'oceano sarebbe coperto di ghiaccio Ih, come accade su Europa, una luna di Giove.
Nel Sistema solare non sono presenti pianeti oceano, anche se l'idea alla base della loro possibile esistenza è stata suggerita dallo studio dei satelliti medicei di Giove, in particolare di Ganimede. La ricerca si sta quindi concentrando sulla possibilità di una rilevazione di pianeti oceano extrasolari, che dovrebbero essere caratterizzati da una massa simile a quella della Terra e da una minore densità. Ciò, tuttavia, non è sufficiente a confermare l'identificazione, dal momento che pianeti circondati da un ampio involucro di gas potrebbero essere scambiati per pianeti oceano.

## Candidati
L'acqua è molto diffusa nell'universo e i pianeti oceano potrebbero esserlo anch'essi.
Gliese 1214 b, con una massa di 6,55±0,98 M⊕ e un raggio medio di 2,678±0,13 r⊕, è il principale candidato ad essere un pianeta oceanico. Ulteriori osservazioni sono tuttavia necessarie per confermare tale ipotesi. Si pensa che anche Kepler-22 b, con un raggio medio di 2,4 r⊕, ma la cui massa non è ancora ben definita, possa essere un pianeta oceanico.
Altro candidato a ipotetico pianeta oceanico è TOI-1452 b, un esopianeta nella costellazione del Dragone, leggermente più grande della Terra, secondo il team di astronomi che lo descrive in uno studio pubblicato su The Astronomical Journal.
Due altri possibili candidati orbitano attorno alla nana rossa Kepler-138, nella costellazione della Lira. In questo caso, però, poiché i due pianeti sono molto vicini alla stella, l'acqua non andrebbe a formare un oceano sulla superficie, ma comporrebbe uno spesso involucro atmosferico sotto forma di vapore; oppure, in alternativa, potrebbe esistere in uno stato supercritico tra un nucleo roccioso e un'atmosfera composta da idrogeno ed elio. In questo secondo caso, però, i due pianeti sarebbero dei nani gassosi o mininettuno.

## Fantascienza
Nella letteratura di fantascienza sono stati immaginati alcuni pianeti che potrebbero, a una prima impressione, essere scambiati per pianeti oceano. Manaan e Kamino della saga fantascientifica di Guerre stellari, come anche la Terra di un tempo futuro, in cui è ambientato il film Waterworld di Kevin Reynolds, sono in realtà pianeti terrestri interamente o quasi ricoperti dall'acqua. Infatti, affiorano dall'oceano globale delle piccole isole, seppure di estensione estremamente limitata, che testimoniano l'esistenza di una crosta sommersa, relativamente profonda. Analogamente accade per Solaris, ideato da Stanisław Lem nel 1961.
L'episodio Trenta giorni della quinta serie di Star Trek: Voyager è parzialmente ambientato su un pianeta composto interamente di acqua, tenuta insieme da un campo di contenimento. Un pianeta del genere, fisicamente impossibile, non è classificabile come pianeta oceanico.
Nella tetralogia di Dan Simmons I Canti di Hyperion è presente il pianeta Mare Infinitum, integralmente ricoperto d'oceani.
Nel film Interstellar di Christopher Nolan, il primo dei tre pianeti visitati dagli astronauti è completamente ricoperto da un sottile strato d'acqua, la gran parte della quale è raccolta in immense onde alte chilometri che percorrono tutto il pianeta, mosse dalle forze mareali di un buco nero nelle vicinanze.
Nel film Il quinto elemento di Luc Besson (1997) parte dell'azione si svolge sul pianeta oceanico Fhloston, luogo di villeggiatura percorso da una immensa nave da crociera.
Nel videogioco Subnautica il giocatore deve sopravvivere in un pianeta oceanico in cui è naufragato.
Nel film d'animazione Yamato - L'ultima battaglia, i terrestri si trovano ad affrontare il ritorno del pianeta acquatico Aquarius, che, nella narrativa del film, aveva in passato portato l'acqua sulla Terra, e il conseguente rischio di totale inondazione per la Terra stessa.